# Грубер, Андреас (футболист)
Андре́ас Грубер (нем. Andreas Gruber; родился 29 июня 1996 года в Лиенц, Австрия) — австрийский футболист, вингер клуба «Аустрия» (Вена).

## Клубная карьера

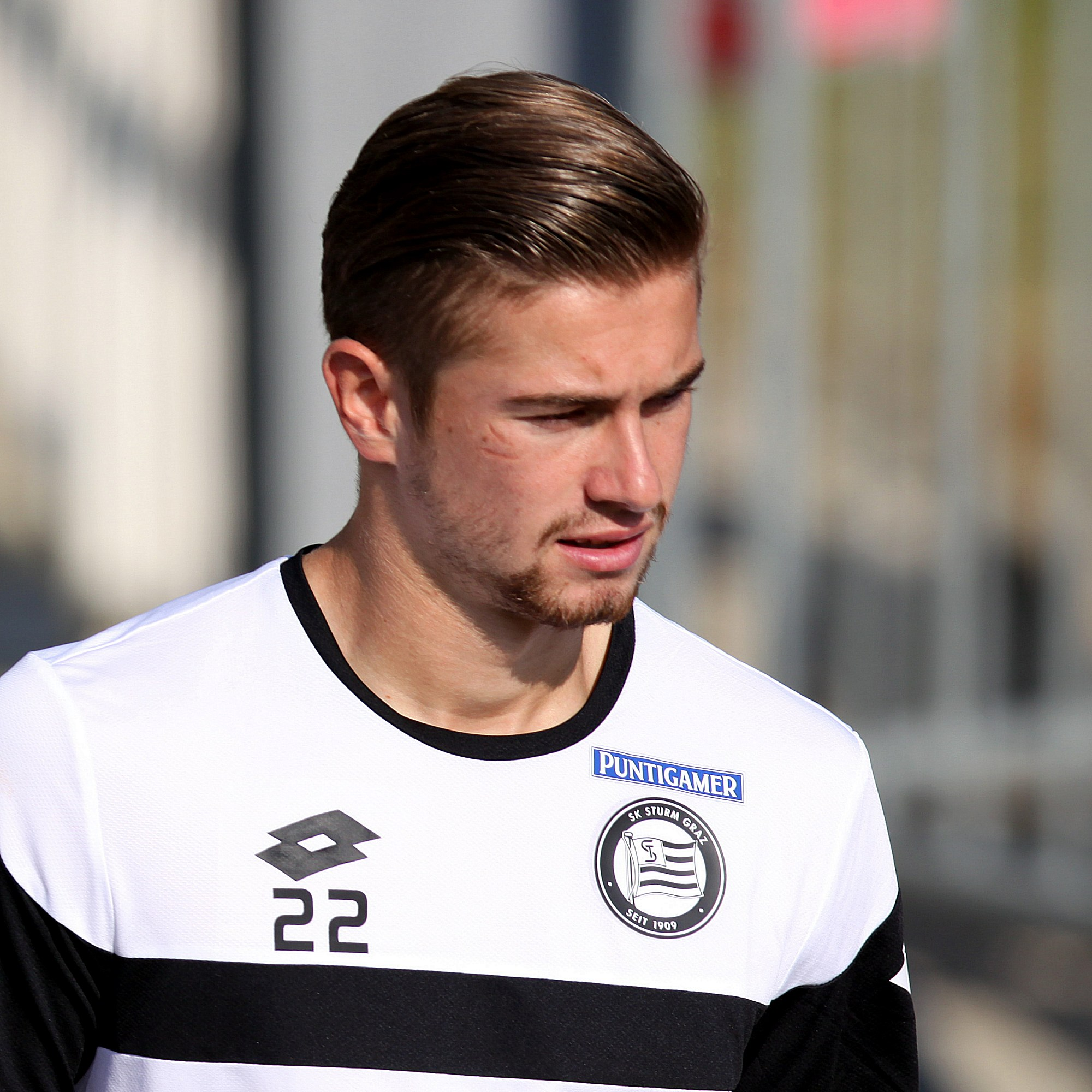
Грубер в составе «Штурма»

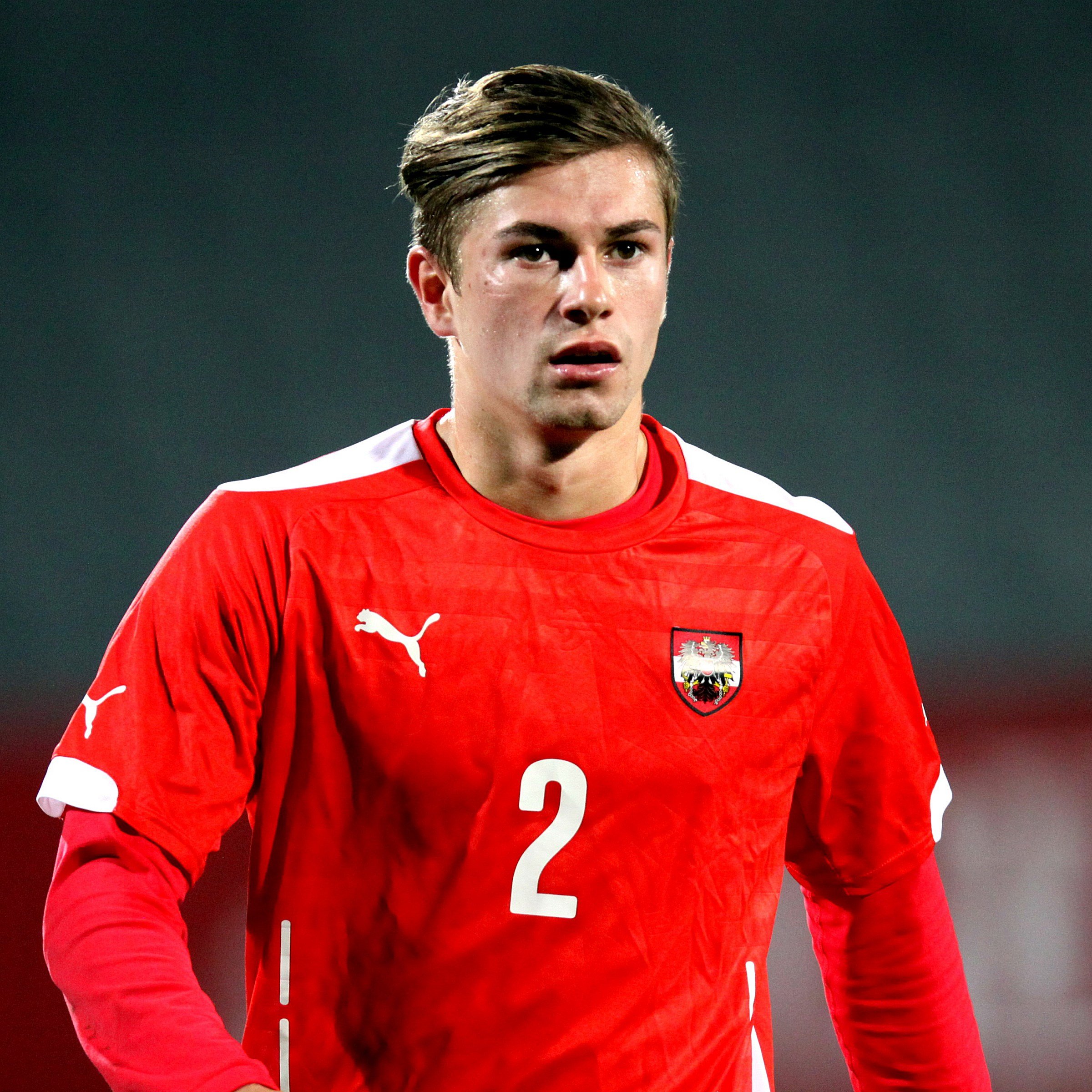
Грубер в составе молодёжной сборной Австрии

Грубер — воспитанник клуба «Штурм». В 2014 году он был включён в заявку основной команды. 17 августа в матче против венской «Аустрии» Андреас дебютировал в австрийской Бунделсиге, заменив во втором тайме Даниэля Бихлера. 11 апреля 2015 года в поединке против «Альтах» Грубер сделал «дубль», забив свои первые голы за «Штурм». Летом 2017 года Грубер перешёл в «Маттерсбург». 22 июля в матче против венского «Рапида» он дебютировал за новую команду. 17 сентября в поединке против «Ред Булл Зальцбург» Андреас забил свой первый гол за «Маттерсбург».

## Международная карьера
В 2015 году в составе молодёжной сборной Австрии Грубер принял участие в молодёжном чемпионате мира в Новой Зеландии. На турнире он сыграл в матчах против команд Ганы, Аргентины, Панамы и Узбекистана.